# هایپریکوم ماکولاتوم
هایپریکوم ماکولاتوم(به انگلیسی: Hypericum maculatum) یکی از گونه‌های جنس هایپریکم و گیاه علفی و چندساله است که بومی اروپا و غرب آسیا می‌باشد. این گیاه به عنوان گیاهی دارویی در طب سنتی کاربرد دارد. ارتفاع آن ۳۰ تا ۸۰ سانتیمتر بوده و دارای ساقه‌ای چهارگوش، توخالی، بدون کرک و در پایه چوبی می‌باشد.
گل‌ها منظم، به پهنای ۲ تا ۳ سانتیمتر، دارای پنج گلبرگ زرد رنگ، پنج کاسبرگ با حاشیه‌ای یکپارچه است. برگ‌ها متقابل، بدون دمبرگ، بیضوی شکل با نوک گرد، بدون کرک و اغلب در حاشیه دارای نقاط سیاه رنگ حاوی فلاونوئید می‌باشند. میوه‌ها به رنگ قهوه‌ای، کروی شکل و به صورت کپسول ۳ قسمتی هستند. زمان گلدهی این گیاهان طی ماه‌های ژوئیه – سپتامبر است.

## شرایط محیط رشد
تحقیقات نشان می‌دهد مقدار مواد مؤثره هایپریکوم به ارتفاع از سطح دریا بستگی دارد بطوری‌که افزایش ارتفاع سبب کاهش مقدار فلاونوئیدهای گیاه می‌شود. این گیاه در هوای گرم و آفتابی از کیفیت و کمیت مناسب مواد مؤثره برخوردار می‌شود. اگرچه هایپریکوم تا حدودی قادر به تحمل خشکی است و در خاک‌های سبک شنی با رطوبت کم می‌روید، ولی در سطوح وسیع کشت باید تحت آبیاری مناسب قرار بگیرد. مقدار هایپرین و روتین در شرایط خشک بیشتر از شرایط مرطوب است.